# Capelo (Horta)
Capelo ist eine portugiesische Gemeinde (Freguesia) im Kreis (Concelho) von Horta auf der Azoreninsel Faial.
Die wichtigsten Natur-Sehenswürdigkeiten der Insel Faial liegen im Gebiet der Gemeinde Capelo.

## Geschichte
Capelo entstand im Laufe des 16. Jahrhunderts und wurde um 1600 zur eigenständigen Gemeinde.
1672 wurde der Ort weitgehend zerstört, als der Vulkan Cabeço do Fogo ausbrach. Der Ort erholte sich danach wieder. Später wurde die Gemeinde um die bislang eigenständige Gemeinde Praia do Norte erweitert. 1845 wurde Praia do Norte wieder eigenständig.
1868 wurden erstmals die heilenden Kräfte der Thermalquellen in Varadouro entdeckt, 1954 wurde dort das Thermalbad eröffnet.

## Verwaltung
Capelo ist Sitz einer gleichnamigen Gemeinde (Freguesia) im Kreis (Concelho) von Horta. In ihr leben 528 Einwohner (Stand 19. April 2021).
Folgende Orte und Ortsteile liegen im Gemeindegebiet:
- Areeiro
- Canto
- Capelo
- Norte Pequeno
- Ribeira do Cabo
- Varadouro

## Sehenswürdigkeiten

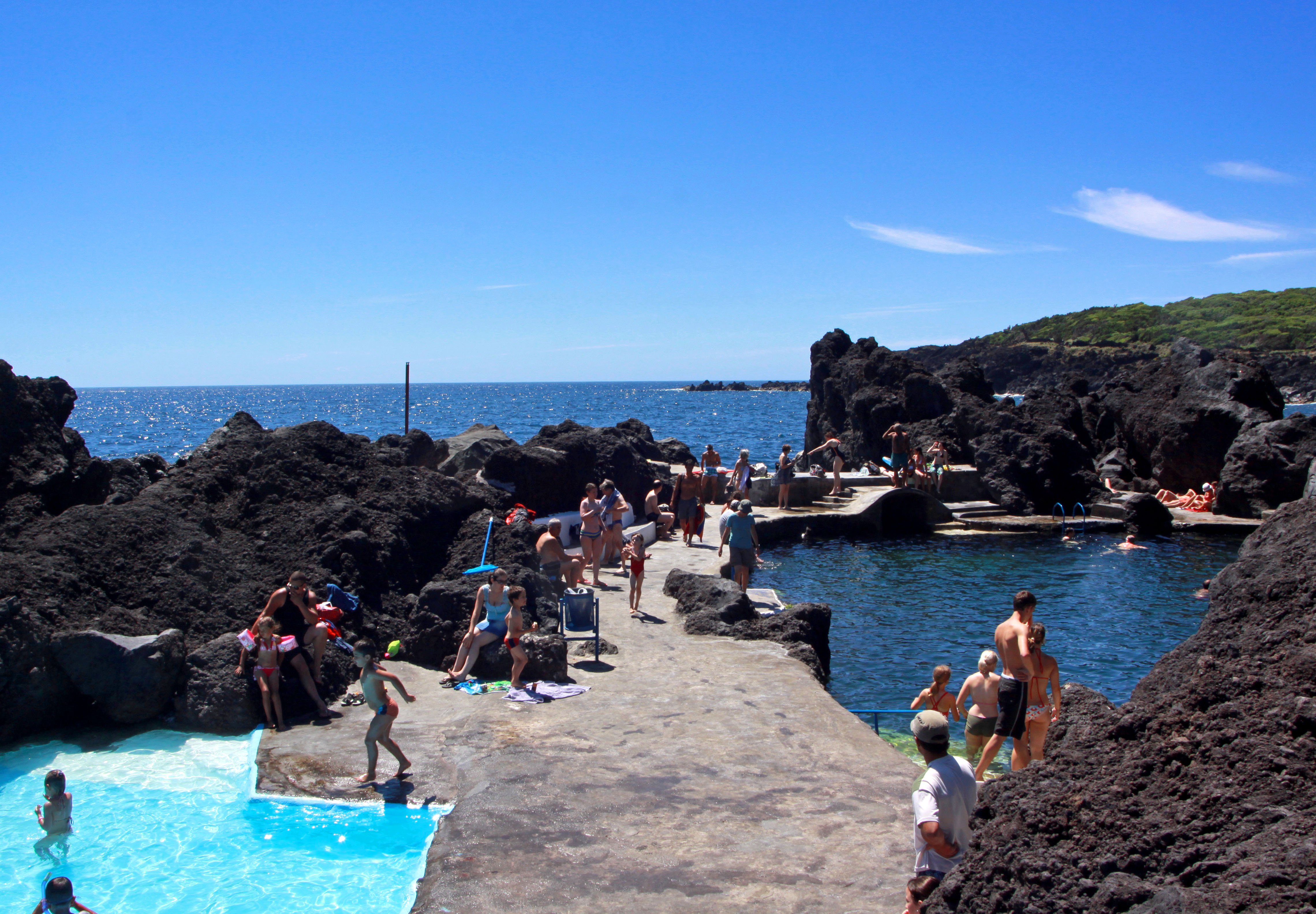
Schwimmbecken mit Thermalwasser am Strand von Varadouro

Einige der bedeutendsten Sehenswürdigkeiten der Insel Faial liegen in der Gemeinde Capelo. Der Vulkan Capelinhos und die Erhebung des Cabeço Gordo mit seiner Caldeira und darin dem See Lagoa da Caldeira gehören dazu, ebenso der Leuchtturm Farol de Vale Formoso. Dieser wurde Ende der 1950er Jahre gebaut, als Ersatz für den Farol da Ponta dos Capelinhos, der im September 1957 nach einem Vulkanausbruch stillgelegt werden musste. Die beeindruckend verformte Landschaft rund um die Leuchtturmruine von Capelinhos zählt zu den wichtigsten Sehenswürdigkeiten der Gemeinde. Ein Besucherzentrum und Museum ist dort eingerichtet, Wanderwege führen durch das Gebiet, auch in das angrenzende Naturschutzgebiet Reserva Florestal de Recreio do Capelo. 
Zudem ist der Strand von Varadouro zu nennen, wo außerdem Thermalquellen Besuchern offenstehen.